# 罗伯特·卡尔松
羅伯特·卡爾森（瑞典語：Robert Karlsson，1969年9月3日—），生于Katrineholm，瑞典職業高爾夫球選手。

## 生平
1989年轉為職業選手。2006年和2008年與自己的同胞亨里克·斯滕松都參加了萊德盃賽事。

## 外部連結
- PGA巡迴賽網站上的介紹
- PGA歐洲巡迴賽網站上的介紹